# Формула-1 — Чемпіонат 2010

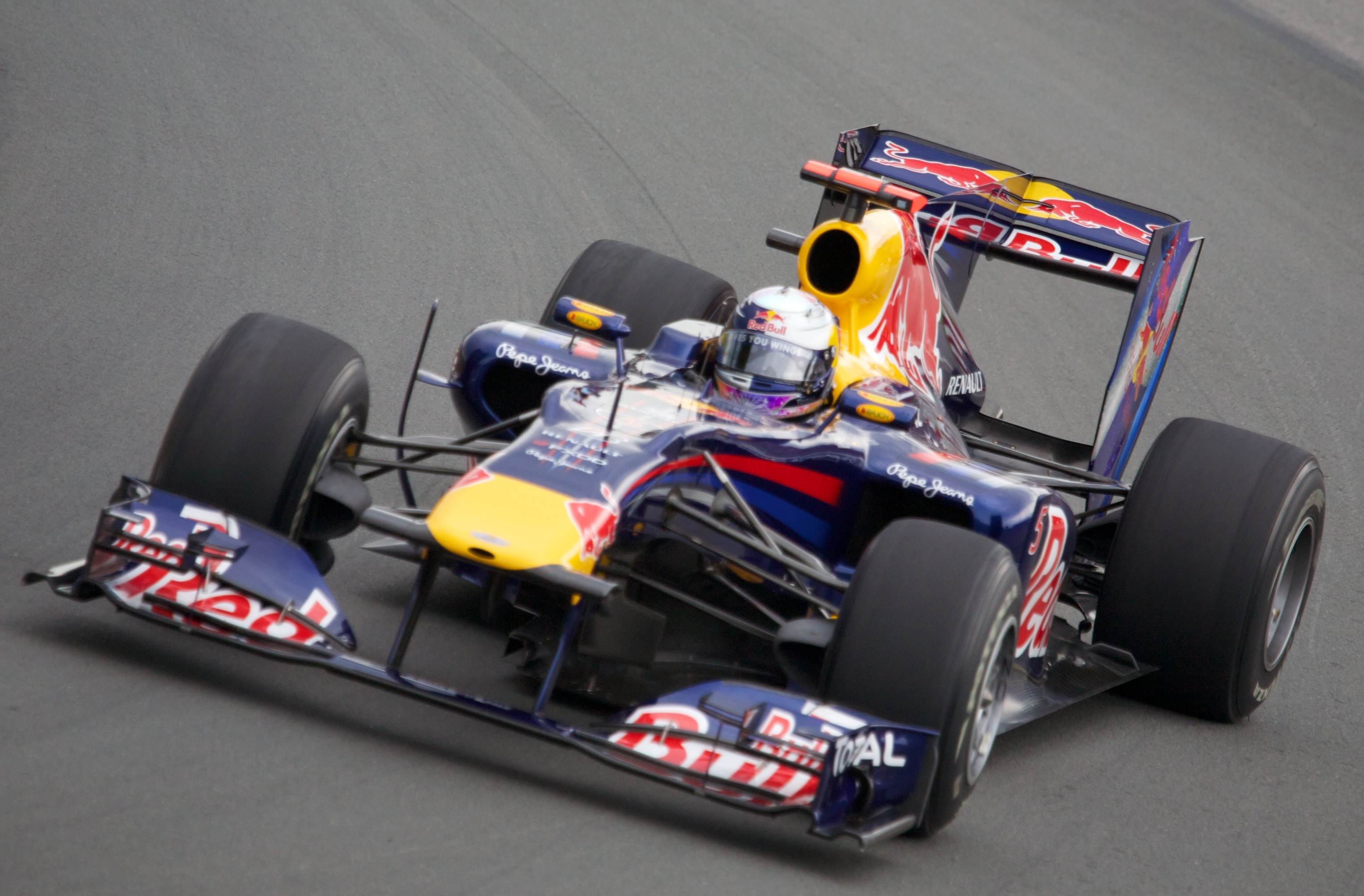
Команда Red Bull здобула свій перший Кубок конструкторів.

Формула-1 2010 року — сезон чемпіонату світу з автоперегонів у класі Формула-1, який проводився під егідою FIA. Чемпіонат проходив у період з березня по листопад та складався з 19 Гран-прі. Сезон розпочався на Гран-прі Бахрейну 14 березня та закінчився на Гран-прі Абу-Дабі 14 листопада. Себастьян Феттель здобув свій перший титул із чотирьох, а його команда Red Bull Racing-Renault виборола свій перший Кубок конструкторів. Феттель став наймолодшим чемпіоном світу серед пілотів за 61-річну історію чемпіонату. Він здобув титул після драматичного фіналу сезону в Абу-Дабі, де троє інших пілотів також мали шанси на чемпіонство – напарник Феттеля по Red Bull Racing Марк Веббер, Фернандо Алонсо з Ferrari та Льюїс Гамільтон з McLaren.
Це був останній сезон Bridgestone як постачальника шин у Формулі-1, оскільки компанія оголосила, що не продовжить свій контракт наприкінці сезону. Після кількох місяців обговорень Pirelli було обрано постачальником шин на сезон 2011 на засіданні Всесвітньої ради автомобільного спорту FIA у Женеві в червні 2010 року.
Система нарахування очок була змінена: тепер за перше місце нараховувалося 25 очок, за друге — 18, за третє — 15, з четвертого по десяте — 12, 10, 8, 6, 4, 2 і 1. Технічні та спортивні правила сезону були предметом багатьох дискусій. У цьому сезоні також вперше з 1993 року було заборонено дозаправку під час піт-стопів.
Перед початком сезону чемпіон 2009 року Дженсон Баттон приєднався до McLaren, а володар минулорічного Кубку конструкторів Brawn GP був куплений німецьким виробником автомобілів Mercedes-Benz і перейменований на Mercedes GP. У сезоні 2010 року після трирічної відсутності повернувся найуспішніший на той час пілот в історії Формули-1, семиразовий чемпіон світу Міхаель Шумахер.

## Команди та пілоти
Наступні команди та пілоти брали участь у Чемпіонаті світу 2010 року. Постачальник шин для всіх команд — Bridgestone.
| Команда                      | Конструктор          | Шасі    | Двигун            | №. | Пілот             | Етапи        |
| ---------------------------- | -------------------- | ------- | ----------------- | -- | ----------------- | ------------ |
| Vodafone McLaren Mercedes    | McLaren-Mercedes     | MP4-25  | Mercedes FO 108X  | 1  | Дженсон Баттон    | Всі          |
| Vodafone McLaren Mercedes    | McLaren-Mercedes     | MP4-25  | Mercedes FO 108X  | 2  | Льюїс Гамільтон   | Всі          |
| Mercedes GP Petronas F1 Team | Mercedes             | MGP W01 | Mercedes FO 108X  | 3  | Міхаель Шумахер   | Всі          |
| Mercedes GP Petronas F1 Team | Mercedes             | MGP W01 | Mercedes FO 108X  | 4  | Ніко Росберг      | Всі          |
| Red Bull Racing              | Red Bull-Renault     | RB6     | Renault RS27-2010 | 5  | Себастьян Феттель | Всі          |
| Red Bull Racing              | Red Bull-Renault     | RB6     | Renault RS27-2010 | 6  | Марк Веббер       | Всі          |
| Scuderia Ferrari             | Ferrari              | F10     | Ferrari 056       | 7  | Феліпе Масса      | Всі          |
| Scuderia Ferrari             | Ferrari              | F10     | Ferrari 056       | 8  | Фернандо Алонсо   | Всі          |
| AT&T Williams                | Williams-Cosworth    | FW32    | Cosworth CA2010   | 9  | Рубенс Баррікелло | Всі          |
| AT&T Williams                | Williams-Cosworth    | FW32    | Cosworth CA2010   | 10 | Ніко Гюлькенберг  | Всі          |
| Renault F1 Team              | Renault              | R30     | Renault RS27-2010 | 11 | Роберт Кубіца     | Всі          |
| Renault F1 Team              | Renault              | R30     | Renault RS27-2010 | 12 | Віталій Петров    | Всі          |
| Force India F1 Team          | Force India-Mercedes | VJM03   | Mercedes FO 108X  | 14 | Адріан Сутіл      | Всі          |
| Force India F1 Team          | Force India-Mercedes | VJM03   | Mercedes FO 108X  | 15 | Вітантоніо Ліуцці | Всі          |
| Scuderia Toro Rosso          | Toro Rosso-Ferrari   | STR5    | Ferrari 056       | 16 | Себастьєн Буемі   | Всі          |
| Scuderia Toro Rosso          | Toro Rosso-Ferrari   | STR5    | Ferrari 056       | 17 | Хайме Альґерсуарі | Всі          |
| Lotus Racing                 | Lotus-Cosworth       | T127    | Cosworth CA2010   | 18 | Ярно Труллі       | Всі          |
| Lotus Racing                 | Lotus-Cosworth       | T127    | Cosworth CA2010   | 19 | Гейккі Ковалайнен | Всі          |
| Hispania Racing F1 Team      | HRT-Cosworth         | F110    | Cosworth CA2010   | 20 | Карун Чандхок     | 1–10         |
| Hispania Racing F1 Team      | HRT-Cosworth         | F110    | Cosworth CA2010   | 20 | Крістіан Клін     | 15, 18–19    |
| Hispania Racing F1 Team      | HRT-Cosworth         | F110    | Cosworth CA2010   | 20 | Сакон Ямамото     | 11–14, 16–17 |
| Hispania Racing F1 Team      | HRT-Cosworth         | F110    | Cosworth CA2010   | 21 | Сакон Ямамото     | 10           |
| Hispania Racing F1 Team      | HRT-Cosworth         | F110    | Cosworth CA2010   | 21 | Бруно Сенна       | 1–9, 11–19   |
| BMW Sauber F1 Team           | BMW Sauber-Ferrari   | C29     | Ferrari 056       | 22 | Педро де ла Роса  | 1–14         |
| BMW Sauber F1 Team           | BMW Sauber-Ferrari   | C29     | Ferrari 056       | 22 | Нік Гайдфельд     | 15–19        |
| BMW Sauber F1 Team           | BMW Sauber-Ferrari   | C29     | Ferrari 056       | 23 | Камуї Кобаясі     | Всі          |
| Virgin Racing                | Virgin-Cosworth      | VR-01   | Cosworth CA2010   | 24 | Тімо Ґлок         | Всі          |
| Virgin Racing                | Virgin-Cosworth      | VR-01   | Cosworth CA2010   | 25 | Лукас ді Ґрассі   | Всі          |
| Джерело:                     |                      |         |                   |    |                   |              |

### Тест-пілоти по п'ятницях
Чотири конструктори протягом сезону використовували тест-пілотів під час вільних заїздів.
| Конструктор          | Тест-пілоти по п'ятницях    | Тест-пілоти по п'ятницях |
| Конструктор          | Пілот                       | Етапи                    |
| -------------------- | --------------------------- | ------------------------ |
| Force India-Mercedes | Пол ді Реста                | 2–5, 9–10, 12, 14        |
| HRT-Cosworth         | Крістіан Клін Сакон Ямамото | 5, 9 7                   |
| Lotus-Cosworth       | Файруз Фаузі                | 3, 10–11, 15, 19         |
| Virgin-Cosworth      | Жером Д'Амброзіо            | 15–18                    |
| Джерело:             |                             |                          |

### Нові команди
FIA оголосила про свій намір залучити нових учасників, маючи на меті загалом 13 команд, і в липні 2009 року обрала три нові команди з 15 нових заявок, а також підтвердила заявку всіх 10 існуючих команд. Існуючі учасники Формули-1, підпорядковані Асоціації команд Формули-1, узгодили систему технічної підтримки для допомоги новим командам. Це було компромісною пропозицією, що передбачала постачання деталей і конструкторських знань новим учасникам, але не повноцінних клієнтських шасі, в обмін на відмову від ідеї обмеження бюджету.
Три команди у списку учасників, оприлюдненому в липні 2009 року, включали: Campos Meta, іспанську команду на чолі з колишнім пілотом Формули-1 і власником команди GP2 Адріаном Кампосом і мадридське спортивне рекламне агентство Meta Image; Manor Grand Prix, команда Формули-3 під керівництвом Джона Бута та дизайнера Ніка Вірта, який раніше працював у команді Формули-1 Simtek; і US F1, команда, створена колишнім дизайнером Кеном Андерсоном і журналістом Пітером Віндзором. Після виходу BMW з чемпіонату, на їх місце було прийнято Lotus Racing, що повернуло ім'я конструктора Lotus на стартову решітку вперше з Гран-прі Австралії 1994 року. Manor змінив назву на Virgin Racing після того, як Virgin Group Річарда Бренсона придбала права на назву команди, а Campos-Meta була перейменована на Hispania Racing після того, як інвестор Хосе Рамон Карабанте придбав команду в Адріана Кампоса незадовго до першої гонки сезону. Американська команда US F1 офіційно відмовився від участі в чемпіонаті на початку березня.
FIA також мала кілька заявок на участь від інших гоночних команд, включаючи учасника Світової серії Рено та Ле-Мана Epsilon Euskadi, дуже успішну команду Prodrive Дейва Річардса та італійську турингову команду N.Technology, а також спроби відродити колишні команди March, Brabham, Lola Cars і Team Lotus (не плутати з Lotus Racing). Інші вияви інтересу надійшли від Team Superfund, нову австрійську команду мав очолити колишній пілот Формули-1 Алекс Вюрц, і myf1dream.com, команди, створеної фанатами спорту та фінансованої за рахунок їхніх пожертвувань. Досвідчений конструктор спортивних та турингових автомобілів Ray Mallock Limited мав намір подати заявку на участь, але відмовився від неї після політичної кризи в середині сезону.
Найбільший інтерес у ЗМІ викликала команда Stefan Grand Prix, створена Зораном Стефановичем і визнана першою сербською командою Формули-1. Після того, як його команді було відмовлено в місці на стартовій решітці, Стефанович подав скаргу до Європейської комісії щодо процесу відбору учасників. Пізніше Стефанович придбав залишки шасі та двигуна Toyota TF110, отримав доступ до колишньої штаб-квартири Toyota Motorsport у Кельні, Німеччина, та оголосив про свої наміри продовжити розробку шасі Toyota під назвою Stefan S-01, причому команда навіть дійшла до відправки обладнання до Бахрейну. Після труднощів, у тому числі скасування запланованого тесту в Португалії через відмову Bridgestone постачати шини, Стефанович спробував об'єднатися з командою US F1, але угода не була досягнута. Команда отримала остаточну відмову 4 березня, коли FIA заявила, що не може видавати заявки так близько до початку сезону.

### Зміни серед команд
- 29 липня 2009 року компанія BMW оголосила про свій вихід із Формули-1 наприкінці сезону 2009 року, посилаючись на відсутність майбутньої життєздатності та стійкості програми Формули-1.[36] Після невдалої спроби викупу Qadbak Investments команда була продана назад її засновнику Петеру Зауберу.[37][38] 3 грудня 2009 року FIA офіційно дозволила команді брати участь у сезоні 2010 року під назвою BMW Sauber, використовуючи швейцарську гоночну ліцензію та двигуни Ferrari після виходу Toyota з чемпіонату.[39][40]
- 4 листопада 2009 року Toyota оголосила про вихід з Формули-1 через фінансові труднощі в автомобільній промисловості.[41] Після оголошення про те, що вони не продадуть команду, їхнє місце в чемпіонаті перейшло до команди Sauber.[39] Після цього в Stefan Grand Prix заявили, що вони придбали права на колишню штаб-квартиру Toyota Motorsport у Кельні та болід TF110, який був перейменований на Stefan S-01.[42][43] 2010 рік став першим сезоном Формули-1 з 1982 року без участі японських виробників двигунів.
- Scuderia Toro Rosso стала незалежним конструктором у 2010 році. В перші роки шасі для команди постачалося компанією Red Bull Technology. Це дозволило команді купувати клієнтські шасі, незважаючи на те, що ця концепція була заборонена FIA. Ця лазівка була закрита в 2010 році, а команді довелось витратити більшу частину 2009 року на розширення своєї операційної бази у Фаенці, Італія, щоб розмістити виробничі потужності. Таким чином STR5 став першим болідом Toro Rosso, виготовленим власними силами.[44]
- Daimler AG, материнська компанія Mercedes-Benz, придбала 75,1 % контрольного пакету акцій чемпіона 2009 року Brawn GP, перейменувавши команду на Mercedes Grand Prix.[45] До цього останньою гонкою Mercedes у Формулі-1 залишалося Гран-прі Італії 1955 року.[46] Колишні 40 % акцій Mercedes у McLaren Group були викуплені McLaren, хоча Mercedes продовжили постачати двигуни і спонсорувати британську команду до кінця сезону 2014 року.[47] Mercedes підписали спонсорську угоду з малайзійською нафтовою компанією Petronas, яка до цього спонсорувала BMW Sauber. Згідно з угодою команда була перейменована на Mercedes GP Petronas Formula One Team.[48]
- Renault продала 75 % контрольного пакету акцій Жерару Лопесу та його інвестиційній компанії Genii Capital, щоб забезпечити майбутнє команди. Команда продовжила виступати під назвою Renault, а підрозділ двигунів залишився повністю у власності Renault. Угода залишила можливість для Renault повернути повне володіння, коли економічна ситуація стабілізується.[49]

### Зміни серед пілотів

#### Змінили команду
- Чемпіон світу 2005 і 2006 років Фернандо Алонсо покинув Renault, щоб приєднатися до Ferrari, замінивши Кімі Ряйкконена, який покинув команду після закінчення сезону 2009 року. Алонсо підписав трирічну угоду до кінця 2012 року з можливістю продовження на наступні роки.[50]
- Рубенс Баррікелло перейшов з Brawn до Williams.[51]
- Чинний чемпіон світу Дженсон Баттон приєднався до Льюїса Гамільтона в McLaren після невдачі домовитися про контракт з Mercedes, яка викупила його команду 2009 року Brawn GP.[52] Це означало, що McLaren підписала контракт із двома останніми чемпіонами світу та стала першою командою з двома чемпіонами у Формулі-1 після Айртона Сенни та Алена Проста, які також виступали за McLaren у 1989 році.[53]
- Тімо Ґлок офіційно приєднався до Virgin Racing після того, як залишив команду Toyota Racing.[54]
- Камуї Кобаясі, який дебютував за вже неіснуючу команду Toyota наприкінці 2009 року, підміняючи травмованого Тімо Ґлока, перейшов до щойно відродженої команди Sauber.[55]
- Гейккі Ковалайнен приєднався до нової команди Lotus Racing після того, як залишив McLaren.[56]
- Роберт Кубіца покинув BMW Sauber і перейшов у Renault, замінивши Алонсо.[57]
- Ніко Росберг залишив Williams наприкінці сезону 2009 року після чотирьох років з командою та перейшов до Mercedes.[58]
- Ярно Труллі перейшов з Toyota в Lotus Racing.[56]

#### Приєднались до Формули-1

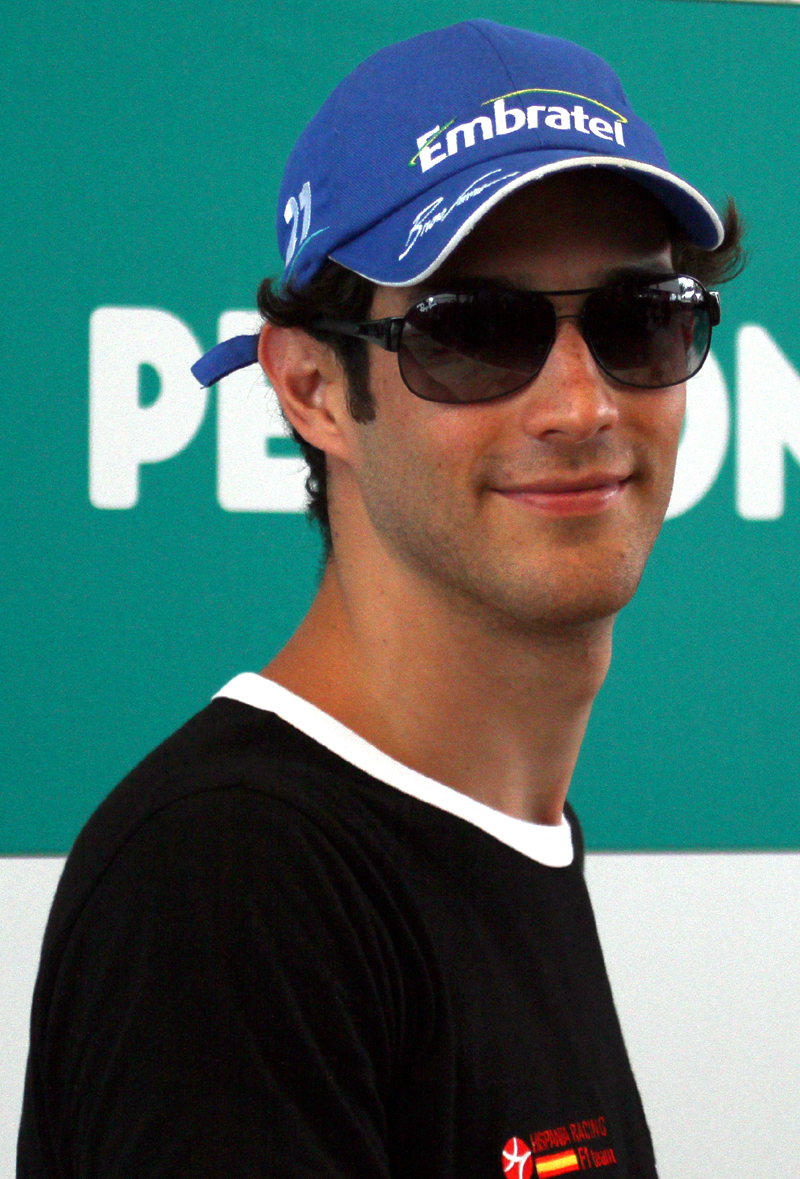
Бруно Сенна дебютував у Формулі-1 у складі нової команди Hispania Racing.

- Карун Чандхок, який посів вісімнадцяте місце в серії GP2 2009 року з командою Ocean Racing Technology, приєднався до колишнього товариша по команді iSport International Бруно Сенни в Hispania Racing. Чандхок став другим пілотом Формули-1 з Індії після Нараїна Картікеяна, який виступав за команду Jordan в 2005 році.[59]
- Лукас ді Ґрассі, який посів третє місце в серії GP2 2009 року з командою Racing Engineering, приєднався до Тімо Ґлока в Virgin Racing.[60]
- Ніко Гюлькенберг, який став чемпіоном серії GP2 2009 року з командою ART Grand Prix, дебютував у Формулі-1 з Williams разом із Баррікелло.[51]
- Віталій Петров, який посів друге місце в серії GP2 2009 року з командою Barwa Addax, приєднавс до Роберта Кубіци в Renault, ставши першим російським пілотом у Формулі-1.[61]
- Бруно Сенна, племінник триразового чемпіона світу Айртона Сенни, приєднався до Hispania Racing, повернувши ім'я Сенни у Формулу-1 через шістнадцять років після загибелі свого дядька в 1994 році.[62]

#### Покинули Формулу-1
- Джанкарло Фізікелла став тестовим і резервним пілотом Ferrari, покинувши Force India і приєднавшись до Ferrari наприкінці 2009 року. Після того, як йому не вдалося отримати місце основного пілота в Формулі-1, він приєднався до команди AF Corse в серії Ле-Ман.[63]
- Роман Грожан не зміг укласти контракт з Renault через призначення Петрова другим пілотом команди. Він приєднався до команди Matech Competition у першому Чемпіонаті світу GT1 FIA.[64]
- Після невдалого сезону 2009 року пілот Williams Кадзукі Накадзіма не зміг знайти місце основного пілота на 2010 рік. 19 лютого було підтверджено, що він приєднається до сербської команди Stefan Grand Prix, незважаючи на відсутність у них участі в стартовій решітці.[65]
- Чемпіон світу 2007 року Кімі Ряйкконен взяв тимчасову відпустку з Формули-1 у 2010 році після того, як його менеджери підтвердили, що переговори з McLaren офіційно завершилися.[66] Натомість Ряйкконен приєднався до Citroën Junior Team у Чемпіонаті світу з ралі 2010 року, де він виступив за кермом Citroën C4 WRC у дванадцяти з тринадцяти раундів чемпіонату.[67]

#### Повернулись в Формулу-1

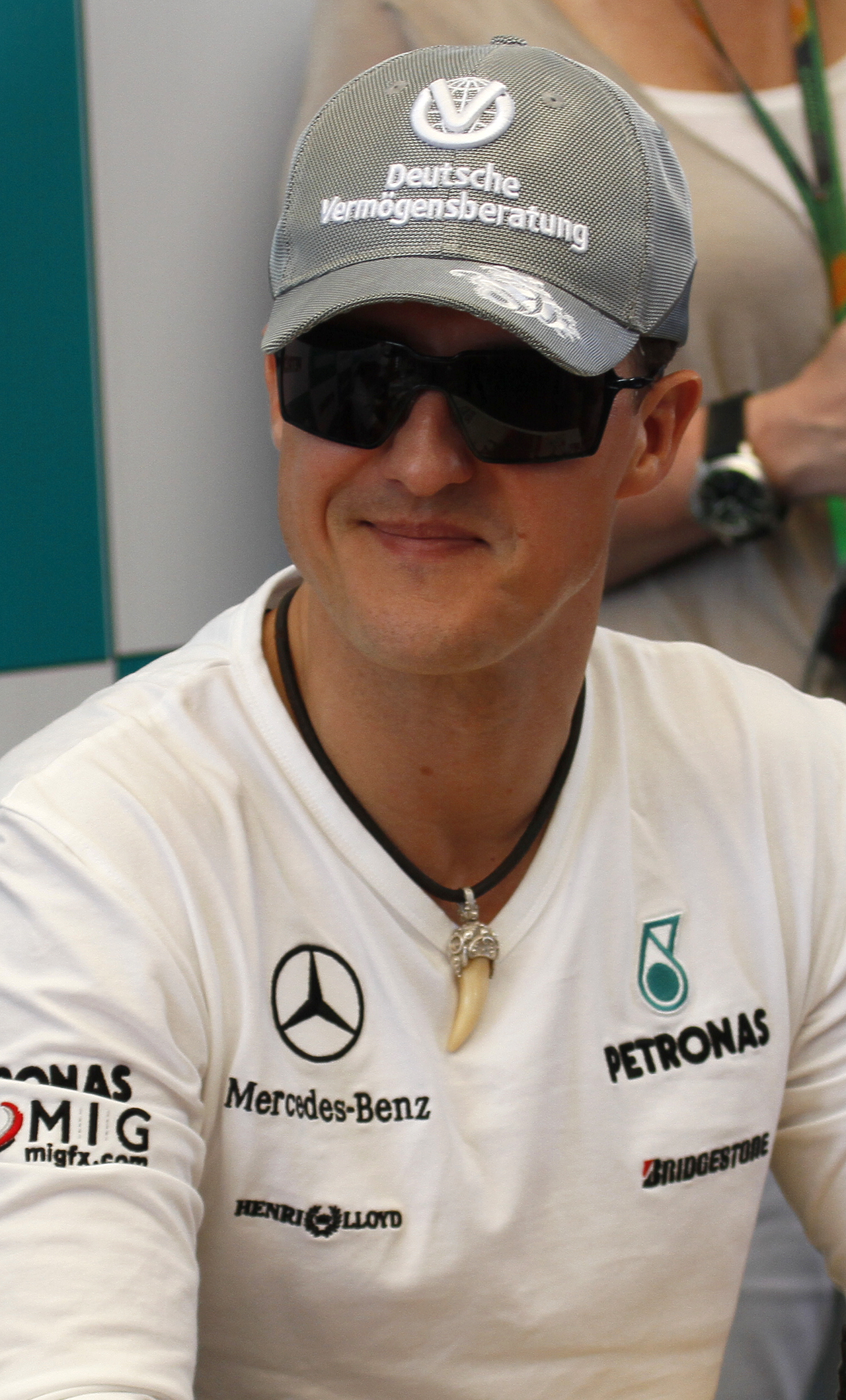
Міхаель Шумахер повернувся в Формулу-1 з командою Mercedes після трирічної перерви.

- Педро де ла Роса повернувся до Формули-1 з командою Sauber, раніше працюючи тест-пілотом McLaren.[68] Його повернення поклало кінець трирічній відсутності в гонках з 2007 року.[69]
- Семиразовий чемпіон світу Міхаель Шумахер офіційно приєднався до Mercedes 23 грудня 2009 року, завершивши трирічну перерву в спорті.[2] Шумахер спочатку мав намір повернутися в Ferrari в 2009 році, щоб замінити травмованого Феліпе Массу, але йому завадила це зробити травма внаслідок аварії на мотоциклі, і контракт з Mercedes не був підписаний, доки він не отримав чистий звіт про здоров'я. Раніше Шумахер виступав за Mercedes у Чемпіонаті світу з перегонів на спортивних автомобілях в 1990 та 1991 роках.[2]

#### Зміни посеред сезону
- Сакон Ямамото, який востаннє виступав у Формулі-1 за Spyker і був тест-пілотом Renault,[70] замінив Бруно Сенну в Hispania Racing на Гран-прі Великої Британії,[71] попередньо взявши участь в першій вільній практиці на Гран-прі Туреччини.[72] Команда підтвердила, що Сенна повернеться на своє місце на Гран-прі Німеччини.[73] Пізніше Ямамото замінив Каруна Чандхока, починаючи з Гран-прі Німеччини,[74] за винятком гонок у Сінгапурі, Бразилії та Абу-Дабі, де це місце зайняв Крістіан Клін.[75][76][77]
- Під час перерви в середині сезону Нік Гайдфельд залишив Mercedes, щоб стати офіційним тест-пілотом Pirelli перед їх поверненням у Формулу-1.[78]
- Після завершення європейської частини сезону на Гран-прі Італії Педро де ла Роса був звільнений з Sauber і незабаром замінений Ніком Гайдфельдом, який востаннє виступав за команду в 2009 році. Повідомлялося, що зміна була зроблена через слабкі результати де ла Роси порівняно з товаришем по команді Камуї Кобаясі та знання Гайдфельда трас Марина Бей і Яс-Марина зокрема.[79] Коли Гайдфельд приєднався до Sauber, колишній пілот Renault Роман Грожан був обраний на роль тест-пілота Pirelli.[80]
- Тест-пілот Hispania Racing Крістіан Клін замінив Сакона Ямамото на Гран-прі Сінгапуру після того, як Ямамото нібито отримав харчове отруєння перед гонкою,[75] але пізніше його бачили в паддоку в Сінгапурі без явних симптомів, що викликало розмови про несплачені борги японським пілотом, і подальші фінансові труднощі для команди, з якими довелося впоратися, коли логотип одного з особистих спонсорів Кліна з'явився на машині під час вікенду.[81] Керівник команди Колін Коллес підтвердив, що домовленості стосуються однієї гонки, а Ямамото повернеться за кермо в Судзуці, якщо вчасно одужає.[75] Клін також замінив Ямамото в Бразилії та Абу-Дабі, хоча жодних пояснень цієї зміни не було надано.[76][77]

## Календар
| №        | Гран-прі                  | Траса                                     | Дата         |
| -------- | ------------------------- | ----------------------------------------- | ------------ |
| 1        | Гран-прі Бахрейну         | Міжнародний автодром Бахрейну, Сахір      | 14 березня   |
| 2        | Гран-прі Австралії        | Альберт-Парк, Мельбурн                    | 28 березня   |
| 3        | Гран-прі Малайзії         | Міжнародний автодром Сепанг, Куала-Лумпур | 4 квітня     |
| 4        | Гран-прі Китаю            | Міжнародний автодром Шанхая, Шанхай       | 18 квітня    |
| 5        | Гран-прі Іспанії          | Каталунья, Монмало                        | 9 травня     |
| 6        | Гран-прі Монако           | Міська траса Монте-Карло, Монте-Карло     | 16 травня    |
| 7        | Гран-прі Туреччини        | Істанбул Парк, Стамбул                    | 30 травня    |
| 8        | Гран-прі Канади           | Автодром імені Жиля Вільнева, Монреаль    | 13 червня    |
| 9        | Гран-прі Європи           | Вулична траса Валенсії, Валенсія          | 27 червня    |
| 10       | Гран-прі Великої Британії | Автодром Сільверстоун, Сільверстоун       | 11 липня     |
| 11       | Гран-прі Німеччини        | Гоккенгаймринг, Гоккенгайм                | 25 липня     |
| 12       | Гран-прі Угорщини         | Хунгароринг, Модьород                     | 1 серпня     |
| 13       | Гран-прі Бельгії          | Спа-Франкоршам, Спа                       | 29 серпня    |
| 14       | Гран-прі Італії           | Автодром Монца, Монца                     | 12 вересня   |
| 15       | Гран-прі Сінгапуру        | Міський автодром Марина Бей, Сінгапур     | 26 вересня   |
| 16       | Гран-прі Японії           | Міжнародний автодром Судзука, Судзука     | 10 жовтня    |
| 17       | Гран-прі Кореї            | Міжнародний автодром Кореї, Йонам         | 24 жовтня    |
| 18       | Гран-прі Бразилії         | Інтерлагус, Сан-Паулу                     | 7 листопада  |
| 19       | Гран-прі Абу-Дабі         | Яс-Марина, Абу-Дабі                       | 14 листопада |
| Джерело: |                           |                                           |              |

### Зміни в календарі
- Гран-прі Бахрейну проходив на новій конфігурації Міжнародного автодрому Бахрейну. Згідно з цією конфігурацією пілоти з'їжджали зі старої траси незабаром після четвертого повороту та проїжджали по петлі довжиною майже 900 метрів, а потім поверталися на стару конфігурацію перед колишнім п’ятим поворотом. Це збільшило загальну дистанцію кола з 5,412 км до 6,299 км.[83] Гонка повернулася до оригінальної конфігурації траси з 2012 року. Гран-прі Бахрейну 2011 року було скасовано через протести в Бахрейні того року.[84]
- Гран-прі Великої Британії спочатку планувалося перенести з траси Сільверстоун на Донінгтон Парк в 2010 році,[85] але власники Донінгтон Парку не змогли залучити необхідні 135 мільйонів фунтів стерлінгів для реконструкції траси та інфраструктури.[86] Після тривалих переговорів з Берні Екклстоуном організатори Сільверстоуна дійшли згоди, згідно з якою Гран-прі Великої Британії протягом наступних сімнадцяти років прийматиме Сільверстоун із використанням нової конфігурації «Арена», яка збільшила відстань кола на 760 метрів.[87][88]
- Гран-прі Канади повернулося в 2010 році після однорічної відсутності.[89]
- Гран-прі Німеччини повернулося в Гоккенгайм на один рік після проведення на Нюрбургрингу в 2009 році.
- Гран-прі Японії мав повернутися на трасу Фудзі у 2010 році як частина річної ротації з Судзукою. Однак власники траси Фудзі, Toyota, оголосили, що вони відмовилися від проведення гонки, назвавши глобальну рецесію головною причиною цього.[90] Гонка цього року була знову проведена на Судзуці.[91]
- Південна Корея вперше з’явилася в календарі Формули-1 під назвою «Гран-прі Кореї». Гонка була проведена на Міжнародному автодромі Кореї в Йонамі 24 жовтня. Перед цим 12 жовтня траса пройшла перевірку безпеки.[92]

## Нововведення

### Зміни регламенту

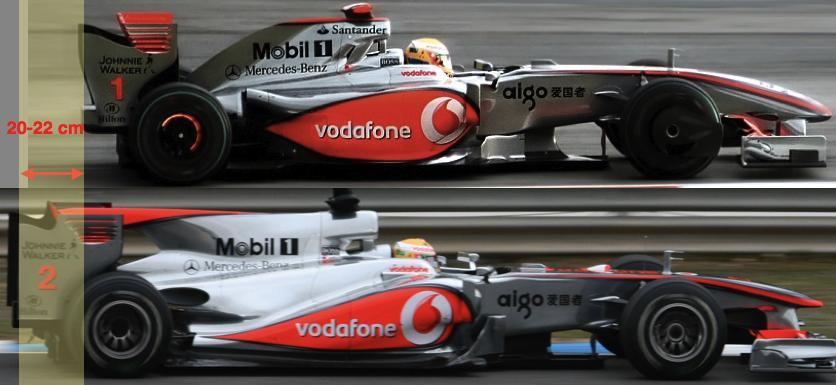
Боліди 2010 року стали на 20–22 см довші за версії 2009 року через збільшений паливний бак.

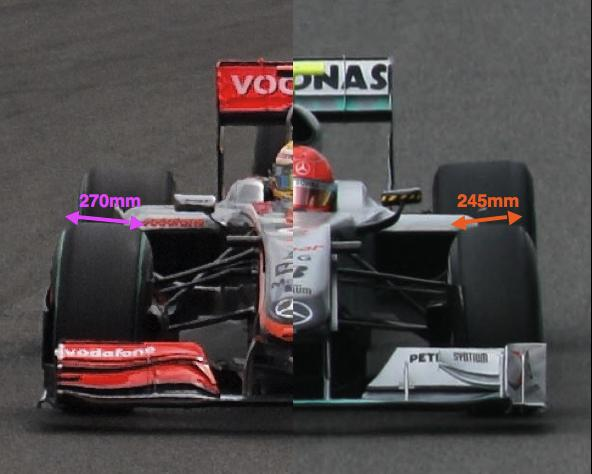
Передні шини були звужені з 270 мм до 245 мм.

- Дозаправки під час гонки були знову заборонені, вперше з сезону 1993 року.[94][95] Незважаючи на резолюцію щодо обмеження бюджету та рішення на 2010 рік повернутися до правил 2009 року, Асоціація команд Формули-1 висловила зацікавленість у забороні дозаправок, оскільки це було одним із способів скорочення витрат.[96]
- Щоб розмістити додаткові команди, максимальну кількість автомобілів, дозволених для участі в перегонах, було збільшено з 24 до 26 автомобілів.[97] Керівництво Формули-1 запропонувало фінансову підтримку всім новим командам на 2010 рік у вигляді 10 мільйонів доларів разом із безкоштовним транспортуванням двох шасі та 10 тон вантажу для кожної гонки.[98] Збільшення кількості команд тепер вимагало рівномірного розподілу гаражів на кожному Гран-Прі.
- Команди повинні були гомологувати певні частини автомобіля, включаючи камеру безпеки пілота, допоміжні конструкції при перевертанні, усі ударні конструкції, а також передні та задні колеса,[99] тобто їх не можна було модифікувати протягом сезону без письмового дозволу від FIA з міркувань безпеки або надійності.[100] Мінімальна вага автомобіля зросла з 605 кг до 620 кг, для кращого розміщення важчих пілотів із блоками KERS, незважаючи на згоду Асоціації команд Формули-1 не використовувати систему.[101]
- Кваліфікаційну систему змінили, щоб врахувати додаткові автомобілі: 7 автомобілів вибувають з першої кваліфікаційної сесії, 7 — з другої сесії, а 10 автомобілів змагаються за поул-позицію в третій сесії. Третя сесія мала проходити в конфігурації з низьким рівнем палива через заборону дозаправки.[102] Пілоти, що проходили в третю сесію кваліфікації, мали розпочинати гонку на комплекті шин, що використовувався під час встановлення їхнього найкращого часу.[103] Якщо шина отримувала пошкодження під час кваліфікації, тоді технічний делегат FIA мав оцінити ступінь пошкодження та міг дозволити машині змінити комплект шин на той, який він вважав безпечним.[99]
- Водії отримали одинадцять комплектів шин протягом вихідних, скорочено з чотирнадцяти комплектів у 2009 році.[103] Три з цих комплектів були призначені лише для вільних заїздів і мали бути повернуті перед початком кваліфікації, незалежно від того, використовувалися вони чи ні. Передні шини були звужені з 270 мм до 245 мм, щоб покращити баланс зчеплення між передньою та задньою частинами. Колісні ковпаки та нагрівачі ободів були заборонені, а чохлам для шин дозволялося нагрівати лише зовнішню поверхню шини.[104]
- Нова система нарахування очок була ратифікована на 2010 рік у відповідь на збільшення стартової решітки. З 2003 року вісім найкращих пілотів отримували очки за схемою 10–8–6–5–4–3–2–1. Система 2010 року тепер винагороджувала першу десятку класифікованих пілотів за схемою 25–18–15–12–10–8–6–4–2–1.[103]
- Система стюардів мала фіксований пул стюардів для кожної гонки, включаючи колишніх гонщиків, замість ротаційного складу.[105] Це було зроблено для того, щоб зробити процес суддівства більш прозорим після нещодавніх суперечок за участю стюардів. Раніше стюарди могли накладати штрафи лише на двадцять п’ять секунд за порушення, які сталися занадто пізно в перегонах, щоб пілоти могли отримати звичайний штраф, але у 2010 році вони мали право надавати штрафи на двадцять секунд тим пілотам, які мали б отримали штраф у вигляді проїзду через піт-лейн і тридцять секунд для тих, які мали б отримати штраф у вигляді проїзду через піт-лейн з зупинкою. Процедура штрафу мала бути виконана протягом двох кіл після отримання, а не протягом трьох, як в попередніх сезонах.[99]
- Резервним пілотам під час сезону, було дозволено один додатковий день тестів за умови, що вони не брали участі в перегонах Формули-1 протягом останніх двох календарних років. Це стало відповіддю на те, що в 2009 році кілька пілотів брали участь у своїх дебютних Гран-прі, не маючи жодного досвіду керування своїм болідом Формули-1.[106] Командам також було дозволено використовувати резервних пілотів під час п'ятничних вільних заїздів.[104][107]
- Пристрої з електроприводом, які піднімають будь-яку частину автомобіля під час піт-стопу, були заборонені, і щоб пілоти не підрізали інших на піт-лейні, команда вимушена чекати, поки проїжджаючий болід не буде знаходитися за межами 25 метрової зони по обидві сторони боксу.
- Конкордська угода, яка регулює Формулу-1, була продовжена під час Гран-прі Угорщини 2009 року. Було включено кілька пропозицій щодо скорочення витрат, таких як обмеження на кількість дозволених аеродинамічних модернізацій протягом сезону та обмеження на кількість персоналу команди під час Гран-прі.[100] Також було включено положення про те, що тепер команди можуть пропускати щонайменше три гонки, перш ніж бути виключеними з чемпіонату, хоча FIA повинна була накладати певний вид покарання за пропущену гонку.[108]
- Поки гонку призупинено, ні гонка, ні система вимірювання часу не зупиняються; однак тривалість призупинення перегонів додається до максимального двогодинного періоду.[109]

#### Зміни посеред сезону
- Нова система закритого парку, випробувана в Бахрейні, передбачала запечатування автомобілів у мішках у гаражах команди та контроль за допомогою камер із низькою роздільною здатністю, що перемикались на високу роздільну здатність, якщо було виявлено рух у гаражі. Ця система стала постійною процедурою закритого парку після Гран-прі Австралії.[110]
- Бокові дзеркала, які раніше вважалися скоріше аеродинамічними допоміжними засобами, а не помічниками для пілота, більше не можна було встановлювати на зовнішніх елементах боліду через занепокоєння щодо поганої видимості, що призвело до кількох випадків ненавмисних блокувань інших болідів в Мельбурні. Заборона почала діяти з Гран-прі Іспанії.[111][112]
- Після успіху Гран-прі Канади постачальник шин Bridgestone оголосив про свої наміри збільшити різницю між різними типами шинами для Гран-прі Німеччини, що означало, що командам доведеться мати справу з більш радикальними відмінностями між різними типами гуми.[113]
- На засіданні Всесвітньої ради автомобільного спорту FIA у Женеві 23 червня було роз’яснено правила щодо умов автомобіля безпеки після інциденту за участю Міхаеля Шумахера та Фернандо Алонсо на останньому колі Гран-прі Монако. Жоден автомобіль не може обганяти, поки він не перетне першу лінію автомобіля безпеки, коли автомобіль безпеки повертається в бокси. Однак, якщо автомобіль безпеки все ще розгорнутий на початку останнього кола або був розгорнутий під час останнього кола, він заїде на піт-лейн наприкінці кола, а автомобілі учасників фінішують під картатим прапором без обгонів.[114]
- Стюардам буде повідомлено про будь-який автомобіль, який рухається надмірно повільно, нерівномірно або який вважається потенційно небезпечним для інших пілотів. Це буде застосовано незалежно від того, чи даний автомобіль знаходиться на трасі, на в'їзді в бокси або на піт-лейні. Щоб не потрапити під перевірку стюардів, пілот повинен повернутися в бокси протягом заздалегідь визначеного часу кола, встановленого стюардами.[114]
- Якщо потрібно отримати зразок палива після вільного заїзду, відповідний автомобіль має повернутися назад у бокси власним ходом.[114] Це була відповідь на ситуацію, що трапилася в кваліфікації на Гран-прі Канади, коли Льюїс Гамільтон зупинився на трасі після того, як його команда повідомила йому, що в нього може не вистачити пального в баку для взяття проби після сесії. Хоч Гамільтон не отримав дискваліфікацію в цьому випадку, стюарди вжили заходів, щоб запобігти подібним навмисним діям команд у майбутньому.[115]
- Після невеликої суперечки, коли Ferrari провела «знімальний день» у Фіорано перед Гран-прі Європи, використовуючи автомобіль, що включав деталі, які мали дебютувати під час перегонів, — що дехто вважав спробою обійти заборону на тестування — були внесені зміни до правил, які визначали, що командам буде заборонено встановлювати на болід деталі, що не використовувались в перегонах, під час зйомок або медійних заходів.[116]
- Ferrari та Red Bull були звинувачені в тому, що їхні передні крила згинаються на високій швидкості, притискаючи їх до землі ближче, ніж це дозволено регламентом. Хоча жодне крило ніколи не провалювало випробування експертів, починаючи з Гран-прі Бельгії, випробування було зроблено більш суворим, шляхом збільшення навантаження, що прикладалося до крил.[117] Подібні зміни були внесені на Гран-прі Італії до тесту передньої частини днища під носовою частиною боліду.[118]

### Автомобіль безпеки
- Новий Mercedes-Benz SLS AMG був представлений як автомобіль безпеки 2010 року.[119]
- Після суперечливої ситуації під час Гран-прі Європи правила автомобіля безпеки були переглянуті перед Гран-прі Великої Британії. У разі використання автомобіля безпеки пілотам надавалася «часова дельта» – 120 % стандартного кола перегонів (тобто, якщо стандартний час кола становить одну хвилину сорок секунд, часова дельта становить дві хвилини) – мінімальний час кола, за який потрібно повернутися до боксів, інакше пілот буде покараний за перевищення швидкості. Однак після аварії Марка Веббера з Гейккі Ковалайненом у Валенсії кілька пілотів були покарані за порушення часової дельти, оскільки вони їхали попереду аварії, і автомобіль безпеки був розгорнутий, коли вони наближалися до кінця кола; по суті, вони безпечно завершили коло на гоночних швидкостях і заїхали в бокси за першої ж нагоди. Тепер замість того, щоб дотримуватися часової дельти, пілоти повинні знизити швидкість до швидкості автомобіля безпеки з моменту його розгортання, але вони будуть звільнені від цього на останні двісті метрів кола. У результаті це не дасть пілотам отримати перевагу, заїхавши в бокси за першої можливої нагоди та виїхавши попереду автомобіля безпеки.[120]

## Перед початком сезону

### Суперечки щодо регламенту
FIA планувала ввести обмеження бюджету, щоб зробити Формулу-1 більш доступною для нових команд і зменшити витрати. Пропозиція включала необов’язковий ліміт бюджету в 30 мільйонів фунтів стерлінгів та збільшення технічної свободи для команд, які б погодились дотримуватись обмеження бюджету. Команди виступали проти цієї ідеї, тому що, на їхню думку, це б перетворило Формулу-1 на дворівневий чемпіонат, і п'ять команд з Асоціації команд Формули-1 (FOTA), Ferrari, BMW Sauber, Renault, Red Bull Racing і Toro Rosso оголосили про свої наміри відмовитись від участі в сезоні 2010 року. Пізніше BMW Sauber оголосила про вихід із Формули-1 наприкінці сезону 2009 року.
Після переговорів команди FOTA одноголосно вирішили відмовитися від подальшої участі в кінці сезону 2009 року, якщо правила обмеження бюджету не буде змінено. Williams і Force India подали власні заявки та були тимчасово відсторонені від FOTA , тоді як інші команди подали умовні заявки на сезон 2010 року. 12 червня FIA опублікувала список заявок на 2010 рік, до якого увійшли всі команди 2009 року та три нові команди, Campos Meta, Virgin Racing і US F1 Team. Дискусії між FIA та FOTA не змогли вирішити проблеми обмеження бюджету, і вісім команд FOTA оголосили про намір сформувати окремий чемпіонат на 2010 рік. Однак після засідання Всесвітньої ради з автоспорту 24 червня команди FOTA погодилася залишитися у Формулі-1, а президент FIA Макс Мослі підтвердив, що не балотуватиметься на переобрання в жовтні.
Під час зустрічі 8 липня між FIA та FOTA щодо майбутніх правил, команди покинули зустріч після того, як їм повідомили, що вони не зареєстровані на сезон 2010 року, і тому не можуть брати участь у регулятивних дискусіях. У відповідь було оголошено, що плани на створення окремого чемпіонату не були скасовані. Переговори щодо нової Конкордської угоди безпосередньо з CVC Capital Partners, власниками комерційних прав, призвели до завершення суперечки після підписання угоди FIA 1 серпня 2009 року. Нова Конкордська угода забезпечила майбутнє Формули-1 до закінчення терміну її дії в 2012 році.

### Передсезонні тести
Розклад тестів нового сезону розпочався 1 грудня 2009 року з триденних тестів для молодих пілотів (пілотів, що мають менше трьох стартів у Формулі-1) на іспанській трасі в Хересі. Чемпіон британської Формули-3 Данієль Ріккардо показав найкращий час за кермом Red Bull RB5. Як і в 2009 році, командам було дозволено проїхати максимум 15 000 км протягом п'ятнадцяти днів лютого. Передсезонні тести було проведено в Валенсії (1–3 лютого), Хересі (10–13 лютого та 17–20 лютого) та Барселоні (25–28 лютого). В передсезонних тестах взяли участь усі команди, крім Campos Meta та US F1.

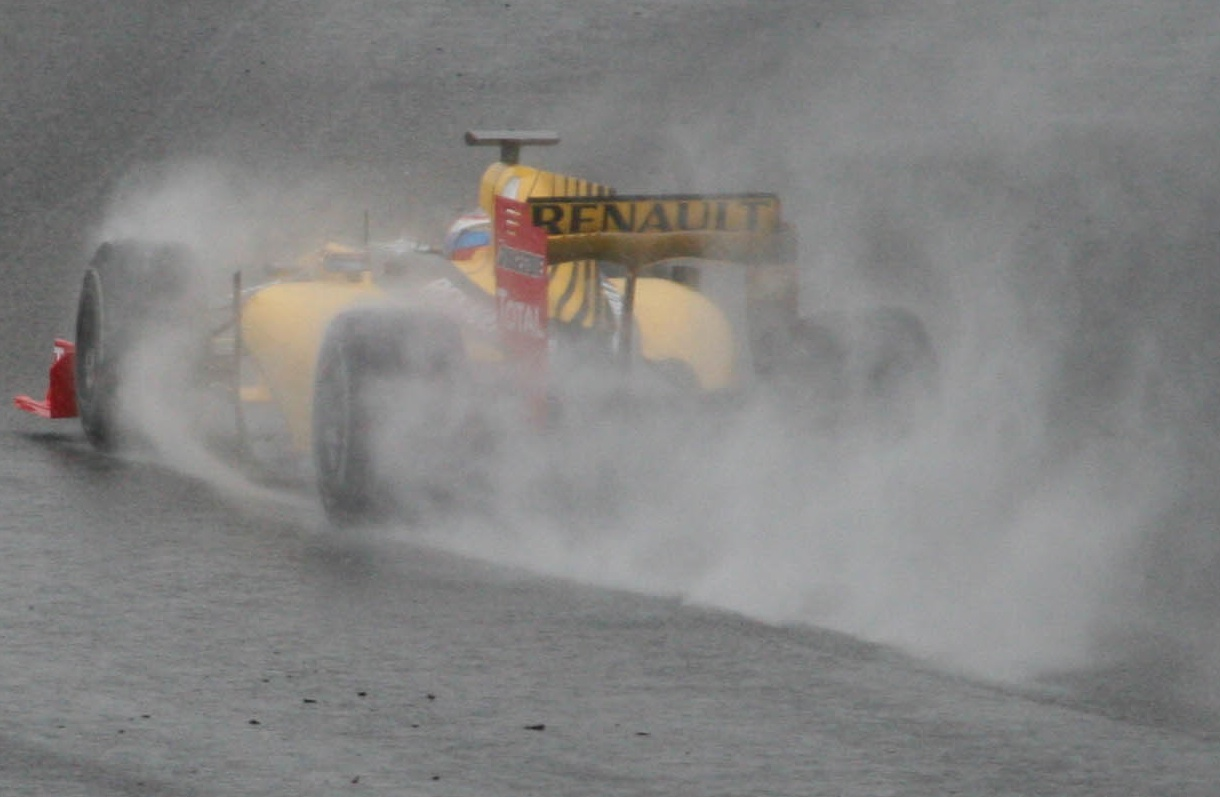
Тести в Хересі постійно переривалися сильним дощем.

Передсезонні тести розпочалися на трасі імені Рікардо Тормо у Валенсії за участю семи команд. Ferrari домінувала протягом усіх трьох днів: Феліпе Масса встановив найшвидший час кола в перший і другий дні, а Фернандо Алонсо показав найшвидший загальний час в третій день тесту з результатом 1:11,470 під час свого дебюту за кермом Ferrari F10.

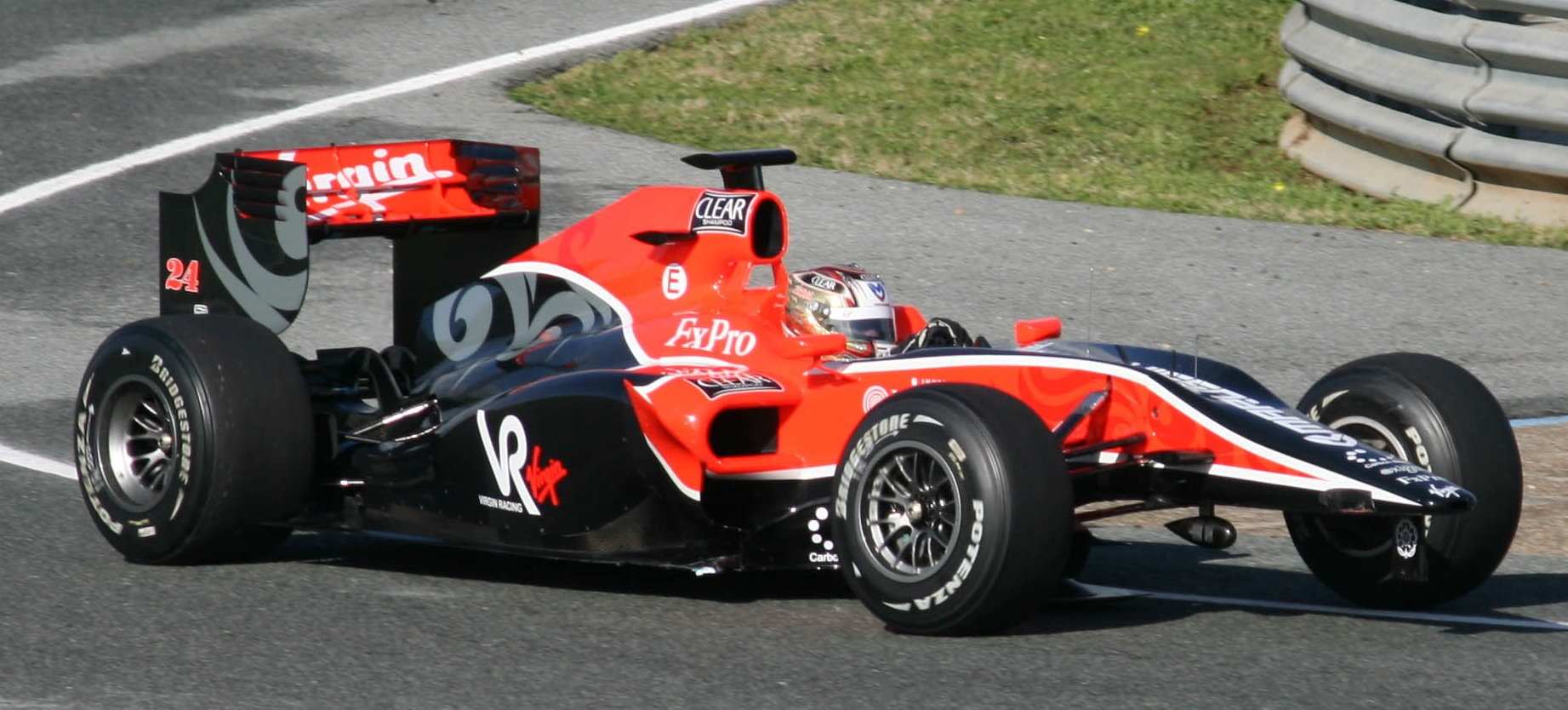
Virgin Racing зіштовхнулася з аеродинамічними проблемами під час тестів у Хересі та Барселоні.

Другий тест пройшов на трасі Херес в Іспанії, з сильними зливами протягом більшості днів тесту. Це стало першими публічними тестами для нової команди Virgin Racing, яка змогла проїхати лише п'ять кіл через проблеми з нестачею деталей. Льюїс Гамільтон показав найшвидше коло тесту під час сухої суботньої сесії з результатом 1:19,583.
Третій тест в Хересі також пройшов в мінливих погодних умовах. Команда Lotus Racing провела свій перший публічний тест з Т127. У передостанній і останній дні була сонячна погода, а найшвидший час встановив Дженсон Баттон (1:18,871).
Останній передсезонний тест відбувся на трасі Каталунья в Барселоні. Більшість днів тесту пройшли на сухій трасі, крім дощової суботи. Невдачі Virgin продовжилися разом з механічними проблемами та аварією Лукаса ді Ґрассі. В неділю більшість команд провели заїзди з низьким рівнем палива, а Льюїс Гамільтон встановив найшвидше коло тижня (1:20,472).

## Результати та положення в заліках

### Гран-прі
| №        | Гран-прі                  | Поул-позиція      | Швидке коло       | Переможець        | Конструктор      | Звіт |
| -------- | ------------------------- | ----------------- | ----------------- | ----------------- | ---------------- | ---- |
| 1        | Гран-прі Бахрейну         | Себастьян Феттель | Фернандо Алонсо   | Фернандо Алонсо   | Ferrari          | Звіт |
| 2        | Гран-прі Австралії        | Себастьян Феттель | Марк Веббер       | Дженсон Баттон    | McLaren-Mercedes | Звіт |
| 3        | Гран-прі Малайзії         | Марк Веббер       | Марк Веббер       | Себастьян Феттель | Red Bull-Renault | Звіт |
| 4        | Гран-прі Китаю            | Себастьян Феттель | Льюїс Гамільтон   | Дженсон Баттон    | McLaren-Mercedes | Звіт |
| 5        | Гран-прі Іспанії          | Марк Веббер       | Льюїс Гамільтон   | Марк Веббер       | Red Bull-Renault | Звіт |
| 6        | Гран-прі Монако           | Марк Веббер       | Себастьян Феттель | Марк Веббер       | Red Bull-Renault | Звіт |
| 7        | Гран-прі Туреччини        | Марк Веббер       | Віталій Петров    | Льюїс Гамільтон   | McLaren-Mercedes | Звіт |
| 8        | Гран-прі Канади           | Льюїс Гамільтон   | Роберт Кубіца     | Льюїс Гамільтон   | McLaren-Mercedes | Звіт |
| 9        | Гран-прі Європи           | Себастьян Феттель | Дженсон Баттон    | Себастьян Феттель | Red Bull-Renault | Звіт |
| 10       | Гран-прі Великої Британії | Себастьян Феттель | Фернандо Алонсо   | Марк Веббер       | Red Bull-Renault | Звіт |
| 11       | Гран-прі Німеччини        | Себастьян Феттель | Себастьян Феттель | Фернандо Алонсо   | Ferrari          | Звіт |
| 12       | Гран-прі Угорщини         | Себастьян Феттель | Себастьян Феттель | Марк Веббер       | Red Bull-Renault | Звіт |
| 13       | Гран-прі Бельгії          | Марк Веббер       | Льюїс Гамільтон   | Льюїс Гамільтон   | McLaren-Mercedes | Звіт |
| 14       | Гран-прі Італії           | Фернандо Алонсо   | Фернандо Алонсо   | Фернандо Алонсо   | Ferrari          | Звіт |
| 15       | Гран-прі Сінгапуру        | Фернандо Алонсо   | Фернандо Алонсо   | Фернандо Алонсо   | Ferrari          | Звіт |
| 16       | Гран-прі Японії           | Себастьян Феттель | Марк Веббер       | Себастьян Феттель | Red Bull-Renault | Звіт |
| 17       | Гран-прі Кореї            | Себастьян Феттель | Фернандо Алонсо   | Фернандо Алонсо   | Ferrari          | Звіт |
| 18       | Гран-прі Бразилії         | Ніко Гюлькенберг  | Льюїс Гамільтон   | Себастьян Феттель | Red Bull-Renault | Звіт |
| 19       | Гран-прі Абу-Дабі         | Себастьян Феттель | Льюїс Гамільтон   | Себастьян Феттель | Red Bull-Renault | Звіт |
| Джерело: |                           |                   |                   |                   |                  |      |

### Пілоти
Очки отримують перші десять пілотів.
| Позиція | 1-ша | 2-га | 3-тя | 4-та | 5-та | 6-та | 7-ма | 8-ма | 9-та | 10-та |
| Очки    | 25   | 18   | 15   | 12   | 10   | 8    | 6    | 4    | 2    | 1     |

| Поз.     | Пілот             | БАХ  | АВС  | МАЛ  | КИТ  | ІСП  | МОН  | ТУР  | КАН  | ЄВР  | ВЕЛ  | НІМ  | УГО  | БЕЛ  | ІТА  | СІН  | ЯПО  | КОР  | БРА  | АБУ  | Очки |
| -------- | ----------------- | ---- | ---- | ---- | ---- | ---- | ---- | ---- | ---- | ---- | ---- | ---- | ---- | ---- | ---- | ---- | ---- | ---- | ---- | ---- | ---- |
| 1        | Себастьян Феттель | 4    | Схід | 1    | 6    | 3    | 2    | Схід | 4    | 1    | 7    | 3    | 3    | 15   | 4    | 2    | 1    | Схід | 1    | 1    | 256  |
| 2        | Фернандо Алонсо   | 1    | 4    | 13†  | 4    | 2    | 6    | 8    | 3    | 8    | 14   | 1    | 2    | Схід | 1    | 1    | 3    | 1    | 3    | 7    | 252  |
| 3        | Марк Веббер       | 8    | 9    | 2    | 8    | 1    | 1    | 3    | 5    | Схід | 1    | 6    | 1    | 2    | 6    | 3    | 2    | Схід | 2    | 8    | 242  |
| 4        | Льюїс Гамільтон   | 3    | 6    | 6    | 2    | 14†  | 5    | 1    | 1    | 2    | 2    | 4    | Схід | 1    | Схід | Схід | 5    | 2    | 4    | 2    | 240  |
| 5        | Дженсон Баттон    | 7    | 1    | 8    | 1    | 5    | Схід | 2    | 2    | 3    | 4    | 5    | 8    | Схід | 2    | 4    | 4    | 12   | 5    | 3    | 214  |
| 6        | Феліпе Масса      | 2    | 3    | 7    | 9    | 6    | 4    | 7    | 15   | 11   | 15   | 2    | 4    | 4    | 3    | 8    | Схід | 3    | 15   | 10   | 144  |
| 7        | Ніко Росберг      | 5    | 5    | 3    | 3    | 13   | 7    | 5    | 6    | 10   | 3    | 8    | Схід | 6    | 5    | 5    | 17†  | Схід | 6    | 4    | 142  |
| 8        | Роберт Кубіца     | 11   | 2    | 4    | 5    | 8    | 3    | 6    | 7    | 5    | Схід | 7    | Схід | 3    | 8    | 7    | Схід | 5    | 9    | 5    | 136  |
| 9        | Міхаель Шумахер   | 6    | 10   | Схід | 10   | 4    | 12   | 4    | 11   | 15   | 9    | 9    | 11   | 7    | 9    | 13   | 6    | 4    | 7    | Схід | 72   |
| 10       | Рубенс Баррікелло | 10   | 8    | 12   | 12   | 9    | Схід | 14   | 14   | 4    | 5    | 12   | 10   | Схід | 10   | 6    | 9    | 7    | 14   | 12   | 47   |
| 11       | Адріан Сутіл      | 12   | Схід | 5    | 11   | 7    | 8    | 9    | 10   | 6    | 8    | 17   | Схід | 5    | 16   | 9    | Схід | Схід | 12   | 13   | 47   |
| 12       | Камуї Кобаясі     | Схід | Схід | Схід | Схід | 12   | Схід | 10   | Схід | 7    | 6    | 11   | 9    | 8    | Схід | Схід | 7    | 8    | 10   | 14   | 32   |
| 13       | Віталій Петров    | Схід | Схід | Схід | 7    | 11   | 13†  | 15   | 17   | 14   | 13   | 10   | 5    | 9    | 13   | 11   | Схід | Схід | 16   | 6    | 27   |
| 14       | Ніко Гюлькенберг  | 14   | Схід | 10   | 15   | 16   | Схід | 17   | 13   | Схід | 10   | 13   | 6    | 14   | 7    | 10   | Схід | 10   | 8    | 16   | 22   |
| 15       | Вітантоніо Ліуцці | 9    | 7    | Схід | Схід | 15†  | 9    | 13   | 9    | 16   | 11   | 16   | 13   | 10   | 12   | Схід | Схід | 6    | Схід | Схід | 21   |
| 16       | Себастьєн Буемі   | 16†  | Схід | 11   | Схід | Схід | 10   | 16   | 8    | 9    | 12   | Схід | 12   | 12   | 11   | 14   | 10   | Схід | 13   | 15   | 8    |
| 17       | Педро де ла Роса  | Схід | 12   | НС   | Схід | Схід | Схід | 11   | Схід | 12   | Схід | 14   | 7    | 11   | 14   |      |      |      |      |      | 6    |
| 18       | Нік Гайдфельд     |      |      |      |      |      |      |      |      |      |      |      |      |      |      | Схід | 8    | 9    | 17   | 11   | 6    |
| 19       | Хайме Альґерсуарі | 13   | 11   | 9    | 13   | 10   | 11   | 12   | 12   | 13   | Схід | 15   | Схід | 13   | 15   | 12   | 11   | 11   | 11   | 9    | 5    |
| 20       | Гейккі Ковалайнен | 15   | 13   | НКЛ  | 14   | НС   | Схід | Схід | 16   | Схід | 17   | Схід | 14   | 16   | 18   | 16†  | 12   | 13   | 18   | 17   | 0    |
| 21       | Ярно Труллі       | 17†  | НС   | 17   | Схід | 17   | 15†  | Схід | Схід | 21   | 16   | Схід | 15   | 19   | Схід | Схід | 13   | Схід | 19   | 21†  | 0    |
| 22       | Карун Чандгок     | Схід | 14   | 15   | 17   | Схід | 14†  | 20†  | 18   | 18   | 19   |      |      |      |      |      |      |      |      |      | 0    |
| 23       | Бруно Сенна       | Схід | Схід | 16   | 16   | Схід | Схід | Схід | Схід | 20   |      | 19   | 17   | Схід | Схід | Схід | 15   | 14   | 21   | 19   | 0    |
| 24       | Лукас ді Ґрассі   | Схід | Схід | 14   | Схід | 19   | Схід | 19   | 19   | 17   | Схід | Схід | 18   | 17   | 20†  | 15   | НС   | Схід | НКЛ  | 18   | 0    |
| 25       | Тімо Ґлок         | Схід | Схід | Схід | НС   | 18   | Схід | 18   | Схід | 19   | 18   | 18   | 16   | 18   | 17   | Схід | 14   | Схід | 20   | Схід | 0    |
| 26       | Сакон Ямамото     |      |      |      |      |      |      |      |      |      | 20   | Схід | 19   | 20   | 19   |      | 16   | 15   |      |      | 0    |
| 27       | Крістіан Клін     |      |      |      |      |      |      |      |      |      |      |      |      |      |      | Схід |      |      | 22   | 20   | 0    |
| Поз.     | Пілот             | БАХ  | АВС  | МАЛ  | КИТ  | ІСП  | МОН  | ТУР  | КАН  | ЄВР  | ВЕЛ  | НІМ  | УГО  | БЕЛ  | ІТА  | СІН  | ЯПО  | КОР  | БРА  | АБУ  | Очки |
| Джерело: |                   |      |      |      |      |      |      |      |      |      |      |      |      |      |      |      |      |      |      |      |      |

| Приклад      | Опис                                                              |
| ------------ | ----------------------------------------------------------------- |
| 1            | Переможець                                                        |
| 2            | Друге місце                                                       |
| 3            | Третє місце                                                       |
| 5            | Фінішував у очковій зоні                                          |
| 12           | Фінішував поза очковою зоною                                      |
| НКЛ          | Фінішував, але не класифікований                                  |
| Схід         | Не фінішував і не класифікований                                  |
| НКВ          | Не кваліфікований                                                 |
| НПКВ         | Не передкваліфікований                                            |
| ДСК          | Дискваліфікований                                                 |
| ТТР          | Брав участь тільки в тренуваннях                                  |
| тест         | Тестер по п'ятницях (з 2003 року)                                 |
| НС           | Брав участь у Гран-прі як бойовий пілот, але не стартував у гонці |
| Т            | Травмований чи хворий                                             |
| Викл         | Виключений із протоколу                                           |
| Від          | Відмова від участі                                                |
| НТР          | Не брав участі в тренуваннях                                      |
| НПР          | Не прибув на Гран-прі                                             |
| С            | Гонка скасована                                                   |
|              | Не брав участі                                                    |
| Жирний шрифт | Поул-позиція                                                      |
| Курсив       | Швидке коло                                                       |

Примітки:
- — Пілоти, що не фінішували на Гран-прі, але були класифіковані, оскільки подолали понад 90 % дистанції.

### Конструктори
| Поз.     | Конструктор          | №  | БАХ  | АВС  | МАЛ  | КИТ  | ІСП  | МОН  | ТУР  | КАН  | ЄВР  | ВЕЛ  | НІМ  | УГО  | БЕЛ  | ІТА  | СІН  | ЯПО  | КОР  | БРА  | АБУ  | Очки |
| -------- | -------------------- | -- | ---- | ---- | ---- | ---- | ---- | ---- | ---- | ---- | ---- | ---- | ---- | ---- | ---- | ---- | ---- | ---- | ---- | ---- | ---- | ---- |
| 1        | Red Bull-Renault     | 5  | 4    | Схід | 1    | 6    | 3    | 2    | Схід | 4    | 1    | 7    | 3    | 3    | 15   | 4    | 2    | 1    | Схід | 1    | 1    | 498  |
| 1        | Red Bull-Renault     | 6  | 8    | 9    | 2    | 8    | 1    | 1    | 3    | 5    | Схід | 1    | 6    | 1    | 2    | 6    | 3    | 2    | Схід | 2    | 8    | 498  |
| 2        | McLaren-Mercedes     | 1  | 7    | 1    | 8    | 1    | 5    | Схід | 2    | 2    | 3    | 4    | 5    | 8    | Схід | 2    | 4    | 4    | 12   | 5    | 3    | 454  |
| 2        | McLaren-Mercedes     | 2  | 3    | 6    | 6    | 2    | 14†  | 5    | 1    | 1    | 2    | 2    | 4    | Схід | 1    | Схід | Схід | 5    | 2    | 4    | 2    | 454  |
| 3        | Ferrari              | 7  | 2    | 3    | 7    | 9    | 6    | 4    | 7    | 15   | 11   | 15   | 2    | 4    | 4    | 3    | 8    | Схід | 3    | 15   | 10   | 396  |
| 3        | Ferrari              | 8  | 1    | 4    | 13†  | 4    | 2    | 6    | 8    | 3    | 8    | 14   | 1    | 2    | Схід | 1    | 1    | 3    | 1    | 3    | 7    | 396  |
| 4        | Mercedes             | 3  | 6    | 10   | Схід | 10   | 4    | 12   | 4    | 11   | 15   | 9    | 9    | 11   | 7    | 9    | 13   | 6    | 4    | 7    | Схід | 214  |
| 4        | Mercedes             | 4  | 5    | 5    | 3    | 3    | 13   | 7    | 5    | 6    | 10   | 3    | 8    | Схід | 6    | 5    | 5    | 17†  | Схід | 6    | 4    | 214  |
| 5        | Renault              | 11 | 11   | 2    | 4    | 5    | 8    | 3    | 6    | 7    | 5    | Схід | 7    | Схід | 3    | 8    | 7    | Схід | 5    | 9    | 5    | 163  |
| 5        | Renault              | 12 | Схід | Схід | Схід | 7    | 11   | 13†  | 15   | 17   | 14   | 13   | 10   | 5    | 9    | 13   | 11   | Схід | Схід | 16   | 6    | 163  |
| 6        | Williams-Cosworth    | 9  | 10   | 8    | 12   | 12   | 9    | Схід | 14   | 14   | 4    | 5    | 12   | 10   | Схід | 10   | 6    | 9    | 7    | 14   | 12   | 69   |
| 6        | Williams-Cosworth    | 10 | 14   | Схід | 10   | 15   | 16   | Схід | 17   | 13   | Схід | 10   | 13   | 6    | 14   | 7    | 10   | Схід | 10   | 8    | 16   | 69   |
| 7        | Force India-Mercedes | 14 | 12   | Схід | 5    | 11   | 7    | 8    | 9    | 10   | 6    | 8    | 17   | Схід | 5    | 16   | 9    | Схід | Схід | 12   | 13   | 68   |
| 7        | Force India-Mercedes | 15 | 9    | 7    | Схід | Схід | 15†  | 9    | 13   | 9    | 16   | 11   | 16   | 13   | 10   | 12   | Схід | Схід | 6    | Схід | Схід | 68   |
| 8        | BMW Sauber-Ferrari   | 22 | Схід | 12   | НС   | Схід | Схід | Схід | 11   | Схід | 12   | Схід | 14   | 7    | 11   | 14   | Схід | 8    | 9    | 17   | 11   | 44   |
| 8        | BMW Sauber-Ferrari   | 23 | Схід | Схід | Схід | Схід | 12   | Схід | 10   | Схід | 7    | 6    | 11   | 9    | 8    | Схід | Схід | 7    | 8    | 10   | 14   | 44   |
| 9        | Toro Rosso-Ferrari   | 16 | 16†  | Схід | 11   | Схід | Схід | 10   | 16   | 8    | 9    | 12   | Схід | 12   | 12   | 11   | 14   | 10   | Схід | 13   | 15   | 13   |
| 9        | Toro Rosso-Ferrari   | 17 | 13   | 11   | 9    | 13   | 10   | 11   | 12   | 12   | 13   | Схід | 15   | Схід | 13   | 15   | 12   | 11   | 11   | 11   | 9    | 13   |
| 10       | Lotus-Cosworth       | 18 | 17†  | НС   | 17   | Схід | 17   | 15†  | Схід | Схід | 21   | 16   | Схід | 15   | 19   | Схід | Схід | 13   | Схід | 19   | 21†  | 0    |
| 10       | Lotus-Cosworth       | 19 | 15   | 13   | НКЛ  | 14   | НС   | Схід | Схід | 16   | Схід | 17   | Схід | 14   | 16   | 18   | 16†  | 12   | 13   | 18   | 17   | 0    |
| 11       | HRT-Cosworth         | 20 | Схід | 14   | 15   | 17   | Схід | 14†  | 20†  | 18   | 18   | 19   | Схід | 19   | 20   | 19   | Схід | 16   | 15   | 22   | 20   | 0    |
| 11       | HRT-Cosworth         | 21 | Схід | Схід | 16   | 16   | Схід | Схід | Схід | Схід | 20   | 20   | 19   | 17   | Схід | Схід | Схід | 15   | 14   | 21   | 19   | 0    |
| 12       | Virgin-Cosworth      | 24 | Схід | Схід | Схід | НС   | 18   | Схід | 18   | Схід | 19   | 18   | 18   | 16   | 18   | 17   | Схід | 14   | Схід | 20   | Схід | 0    |
| 12       | Virgin-Cosworth      | 25 | Схід | Схід | 14   | Схід | 19   | Схід | 19   | 19   | 17   | Схід | Схід | 18   | 17   | 20   | 15   | НС   | Схід | НКЛ  | 18   | 0    |
| Поз.     | Конструктор          | №  | БАХ  | АВС  | МАЛ  | КИТ  | ІСП  | МОН  | ТУР  | КАН  | ЄВР  | ВЕЛ  | НІМ  | УГО  | БЕЛ  | ІТА  | СІН  | ЯПО  | КОР  | БРА  | АБУ  | Очки |
| Джерело: |                      |    |      |      |      |      |      |      |      |      |      |      |      |      |      |      |      |      |      |      |      |      |

| Приклад      | Опис                                                              |
| ------------ | ----------------------------------------------------------------- |
| 1            | Переможець                                                        |
| 2            | Друге місце                                                       |
| 3            | Третє місце                                                       |
| 5            | Фінішував у очковій зоні                                          |
| 12           | Фінішував поза очковою зоною                                      |
| НКЛ          | Фінішував, але не класифікований                                  |
| Схід         | Не фінішував і не класифікований                                  |
| НКВ          | Не кваліфікований                                                 |
| НПКВ         | Не передкваліфікований                                            |
| ДСК          | Дискваліфікований                                                 |
| ТТР          | Брав участь тільки в тренуваннях                                  |
| тест         | Тестер по п'ятницях (з 2003 року)                                 |
| НС           | Брав участь у Гран-прі як бойовий пілот, але не стартував у гонці |
| Т            | Травмований чи хворий                                             |
| Викл         | Виключений із протоколу                                           |
| Від          | Відмова від участі                                                |
| НТР          | Не брав участі в тренуваннях                                      |
| НПР          | Не прибув на Гран-прі                                             |
| С            | Гонка скасована                                                   |
|              | Не брав участі                                                    |
| Жирний шрифт | Поул-позиція                                                      |
| Курсив       | Швидке коло                                                       |

Примітки:
- — Пілоти, що не фінішували на Гран-прі, але були класифіковані, оскільки подолали понад 90 % дистанції.